# Le Templais
Le Templais is een Franse harde-kaassoort op basis van koemelk.
Deze kaas stamt uit Zuidwest-Aquitanië en bestaat in 3 smaakvarianten met verschillende rijping:
- Le Templais Tendre die 3 maanden rijpt
- Le Templais Cadet die 4 maanden rijpt
- Le Templais Fleuron die 12 maanden rijpt

Deze laatste soort lijkt wat op Parmezaanse kaas maar is zachter, zowel van structuur als van smaak.